# Pasta nucleare
La pasta nucleare (nuclear pasta in inglese) è un tipo di materia degenere che si ipotizza possa esistere all'interno della crosta delle stelle di neutroni. Qualora la sua esistenza venisse dimostrata, si tratterebbe della sostanza più forte dell'universo. Tra la superficie di una stella di neutroni e il plasma di quark e gluoni presente nel suo centro, dove la densità raggiunge i 1014 g/cm³, le forze di attrazione nucleare e di repulsione di Coulomb hanno intensità simile. La competizione tra le forze porta alla formazione di una varietà di strutture complesse formate da neutroni e protoni, chiamate dagli astrofisici pasta nucleare per via delle varie geometrie delle strutture formate da questa sostanza, che ricordano appunto diversi formati di pasta.

## Formazione
Le stelle di neutroni si formano in seguito all'esplosione di stelle massicce sotto forma di supernova. A differenza della stella che le origina, le stelle di neutroni non sono composte da plasma gassoso. L'intensa attrazione gravitazionale della massa compatta, infatti, supera la pressione di degenerazione elettronica e provoca la cattura di elettroni all'interno della stella; si forma così una sfera compatta di materia neutronica quasi pura, con protoni ed elettroni sparsi intervallati, che occupa un volume diverse migliaia di volte più piccolo di quello occupato dalla stella progenitrice.
Sulla superficie, la pressione è abbastanza bassa da permettere ai nuclei convenzionali, come l'elio e il ferro, di esistere indipendentemente l'uno dall'altro, senza venire schiacciati gli uni contro gli altri a causa della reciproca forza di Coulomb dei rispettivi nuclei. Al centro della stella, invece, la pressione è talmente alta che la forza di Coulomb non riesce più a supportare singoli nuclei. SI formerebbe quindi una qualche forma di materia ultradensa, come il plasma di quark e gluoni.
La presenza di una piccola quantità di protoni è essenziale affinché avvenga la formazione della pasta nucleare. L'attrazione nucleare tra protoni e neutroni è maggiore dell'attrazione nucleare tra due protoni o tra due neutroni. In maniera simile a quanto avviene all'interno dei nuclei degli atomi pesanti, dove i neutroni stabilizzano la struttura bilanciando la repulsione dei protoni, i protoni agiscono stabilizzando le fasi della pasta nucleare. La competizione tra la repulsione elettrica dei protoni, la forza di attrazione tra nuclei e la pressione a diverse profondità nella stella porta alla formazione della pasta nucleare.

### Fasi

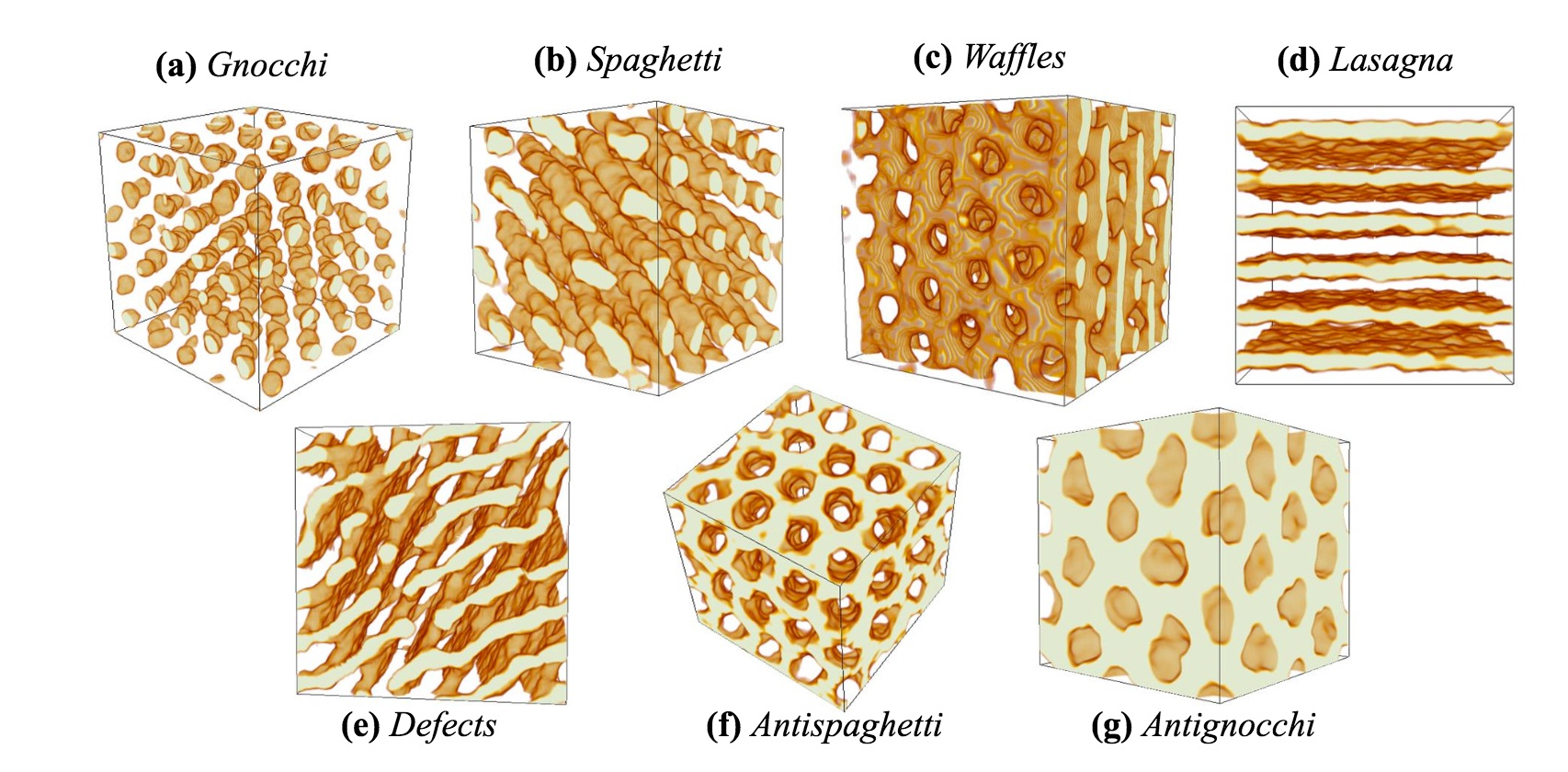
Le varie fasi della pasta nucleare

Sebbene la pasta nucleare non sia stata ancora osservata all'interno di una stella di neutroni, è stato ipotizzato come le sue fasi possano esistere nella crosta interna di tali stelle, costituendo una regione di transizione tra la materia convenzionale superficiale e la materia ultradensa situata nel nucleo. Tutte le fasi, se esistenti, dovrebbero essere amorfe e dotate di distribuzione di carica eterogenea. Nella zona più esterna di questa regione di transizione, la pressione è abbastanza grande da far condensare i nuclei convenzionali in agglomerati semisferici molto più massicci dei nuclei stessi. Tali formazioni sarebbero instabili al di fuori della stella, a causa del loro elevato contenuto di neutroni e delle loro dimensioni, che potrebbero oscillare tra le decine e le centinaia di nucleoni. Questa prima fase è nota come "fase gnocchi".
Se la fase gnocchi viene compressa, come sarebbe possibile negli strati più interni della crosta, la repulsione elettrica dei protoni all'interno degli agglomerati non è del tutto sufficiente a permettere l'esistenza delle singole semisfere, che vengono schiacciate tra loro, assumendo una forma allungata. A seconda della loro lunghezza, queste formazioni possono essere costituite anche da molte migliaia di nucleoni. Immerse in un liquido di neutroni, queste formazioni allungate prendono il nome di "fase spaghetti". Un'ulteriore compressione provoca la fusione delle singole strutture, che si dispongono in strati di materia nucleare, assumendo il nome di "fase lasagne". Con un'ulteriore compressione la pasta nucleare prende la forma di materia nucleare uniforme, interrotta da cavità cilindriche contenenti liquido di neutroni e, forse, protoni. Questa fase è stata battezzata da alcuni "fase bucatini" o "fase antispaghetti". Scendendo ancora più in profondità le cavità si frammentano, assumendo la forma di sfere, in una fase chiamata "fase formaggio svizzero". Infine, passando dalla crosta al nucleo, i nuclei scompaiono, trasformandosi in liquido di neutroni.
In una tipica stella di neutroni di 1,4 masse solari e 12 km di raggio, lo strato di pasta nucleare nella crosta potrebbe assumere uno spessore di circa 100 m, con una massa di circa 0,01 masse solari. In termini di massa, si tratta di una porzione significativa della crosta di una stella di neutroni.